# Jinsha (socken i Kina, Guangxi)
Jinsha (kinesiska: 金沙乡, 金沙) är en socken i Kina. Den ligger i den autonoma regionen Guangxi, i den södra delen av landet, omkring 83 kilometer nordväst om regionhuvudstaden Nanning.
Genomsnittlig årsnederbörd är 1 705 millimeter. Den regnigaste månaden är juli, med i genomsnitt 293 mm nederbörd, och den torraste är februari, med 32 mm nederbörd.